# Pankracije Barać
Pankracije Barać (Pola, 4 novembre 1981) è un ex cestista croato.

## Palmarès
- Campionato croato: 2

Zara: 2004-05, 2007-08
- Campionato belga: 1

Spirou Charleroi: 2008-09
- Campionato svizzero: 1

Monthey: 2016-17
- Coppa di Croazia: 4

Zara: 2005, 2006, 2007
KK Zagabria: 2010
- Coppa del Belgio: 1

Spirou Charleroi: 2009